# Bruno Schleinstein
Bruno Schleinstein (Berlijn, 2 juni 1932 – aldaar, 11 augustus 2010), ook bekend als Bruno S. was een Duitse acteur en straatmuzikant. Als onwettig zoon van een prostituee werd hij verwaarloosd en mishandeld en bracht zijn jeugd door in diverse instellingen. Hij leerde zichzelf spelen op onder andere piano, accordeon. Bruno werd in 1970 ontdekt door regisseur Werner Herzog toen deze hem zag in de documentaire Bruno der Schwarze – Es blies ein Jäger wohl in sein Horn. In 1974 mocht Bruno dan ook, ondanks zijn onervarenheid, de hoofdrol spelen in Herzogs film  Jeder für sich und Gott gegen alle, over Kaspar Hauser. 
Na het overlijden van Bruno zei Werner Herzog het volgende: “In all my films, and with all the great actors with whom I have worked, he was the best. There is no one who comes close to him. I mean in his humanity, and the depth of his performance, there is no one like him.”

## Filmografie
- 1970: Bruno der Schwarze, es blies ein Jäger wohl in sein Horn – Regie: Lutz Eisholz
- 1974: Jeder für sich und Gott gegen alle
- 1976: Stroszek
- 1977: Liebe das Leben, lebe das Lieben
- 1994: Vergangen, vergessen, vorüber
- 2003: Bruno S. – Die Fremde ist der Tod – Regie: Miron Zownir
- 2009: Phantomanie
- 2010: 'arbeitsscheu-abnormal-asozial' Zur Geschichte der Berliner Arbeitshäuser – Regie: Andrea Behrendt
- 2011: Avé (op basis van eerder geschoten filmmateriaal)